# 日産自動車九州
日産自動車九州株式会社（にっさんじどうしゃきゅうしゅう）は、福岡県京都郡苅田町新浜町1-3に本社を置く日産自動車の子会社である。
日産自動車の主力生産工場のひとつであった九州工場を分社化して設立された。プラントコードは「W」。
なお、日産車体の子会社である日産車体九州も同番地で隣接している。

## 概要

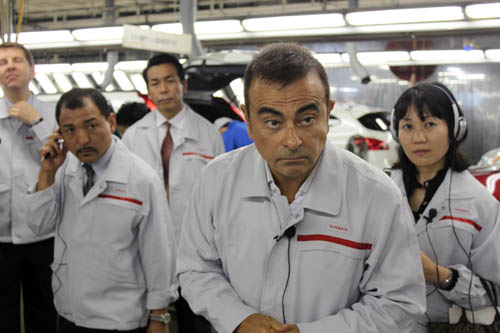
九州工場を視察するカルロス・ゴーン日産自動車社長兼CEO（2011年9月20日、当時）

1933年（昭和8年）に鮎川義介が設立し、当時の戸畑市（現在の北九州市戸畑区）にあった戸畑鋳物（現・日立金属）がダット自動車製造（ダットというネーミングはのちにダットサンブランドの礎を築くきっかけとなる）を吸収し、日本産業との共同出資で日産自動車のルーツとなる自動車製造を設立。そして戸畑鋳物自動車部からの技術は自動車製造（1934年に日産自動車に改称）に受け継がれたという。
上記の経緯もあり、1970年（昭和45年）ごろから福岡県より様々な誘致活動を受けていた日産は、それに応える形で1973年7月、苅田町に工場進出することに調印した。当時の九州の経済は、石炭などに代表される素材産業から機械などの高度加工への転換期であったため、自動車産業の進出は地元でも大歓迎された。また、この決断は後年、トヨタ自動車やダイハツが輸出や地価等で有利な九州に進出する礎を築いた。1975年に生産を開始し、2015年には九州での生産が40周年を迎えるとともに、生産累計が1500万台に達した。
黎明期はエンジンから車両組立までを行う一貫工場だったが、日産リバイバルプランの際に、2002年3月を以てエンジン工場が閉鎖され、現在は基幹部品を横浜工場から取り寄せ、車両組立に特化している。
敷地面積は236万2,000m2（福岡ドーム34個分）、年間生産能力約53万台、従業員約4,600名が働く（2020年4月時点）。

## 沿革

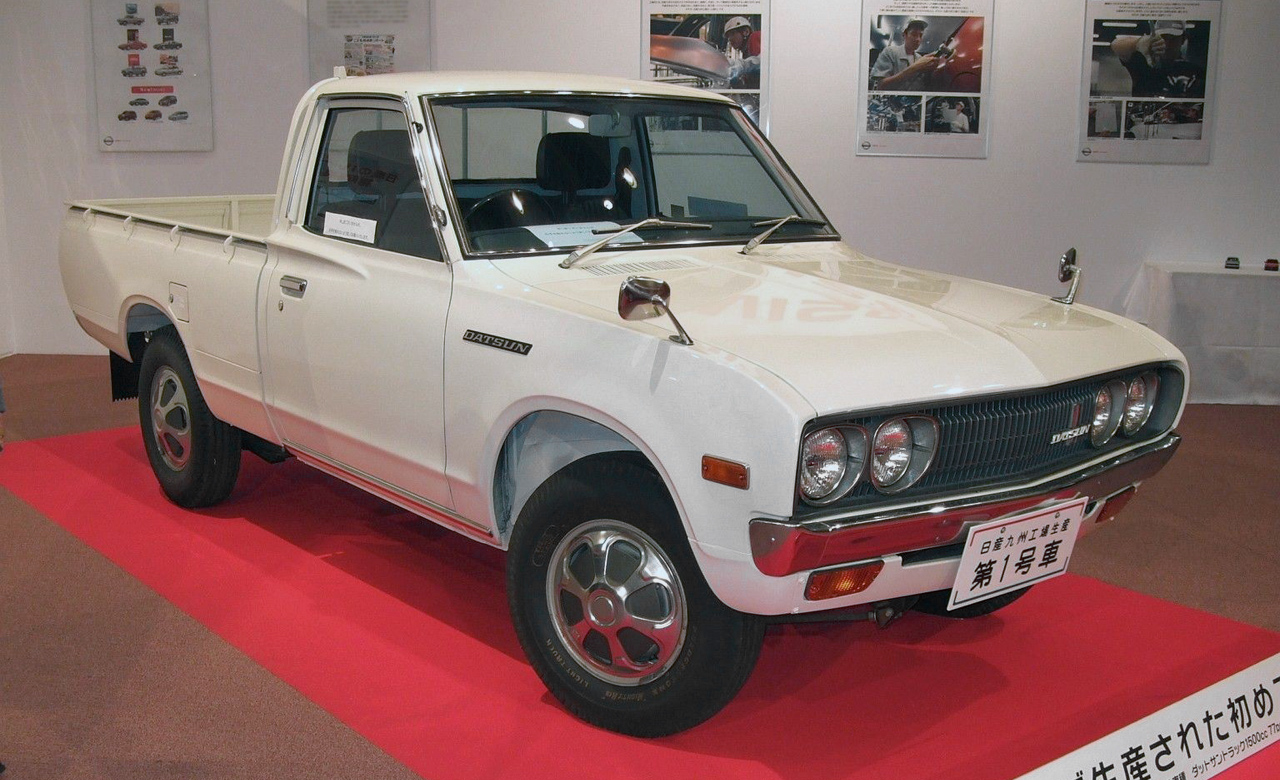
九州工場生産第1号車（ダットサントラック）

- 1975年（昭和50年）7月 - 「日産自動車九州工場」としてエンジン工場を操業開始。
- 1976年（昭和51年）12月23日 - ダットサン（620型）生産開始。
  - なお、生産第1号車は福岡県に贈呈され、かつては、福岡県工業技術センター機械電子研究所（北九州市八幡西区則松）に常設展示していたが、2010年代に日産自動車に返却した。
- 1982年（昭和57年）- シルビア（ガゼール）（S110）生産開始。エンジンの生産を終了。
- 1986年（昭和61年）- テラノ（パスファインダー）（WD21）生産開始。
- 1987年（昭和62年）11月 - 車両生産累計300万台を突破。
- 1989年（平成元年）- 180SX（RS13）生産開始。
- 1991年（平成3年）- PM優秀事業場賞受賞。
- 1992年（平成4年）
  - 5月 - 第二工場（通称: 夢工場）完成。
  - 11月 - 車両生産累計500万台を突破。500万台目はパスファインダーであった。
  - パルサー（N14）生産開始。
- 1994年（平成6年）- ISO9002を認証取得。サニー（B14）生産開始。
- 1996年（平成8年）- テラノレグラス（インフィニティQX4）（JR50）生産開始。
- 1997年（平成9年）11月 - 車両生産累計700万台を突破。
- 1999年（平成11年）- ISO14001を認証取得。
- 2000年（平成12年）
  - 専用外航埠頭工場と内外航バースからなる「苅田日産インターナショナルワーフ」を開設。
  - ブルーバードシルフィ（G10）およびエクストレイル（T30）の生産を開始。
- 2001年（平成13年）- プリメーラ（P12）およびとティーノ（V10）の生産を開始。
- 2002年（平成14年）- ムラーノ（Z50）の生産を開始（国内向けは2004年～）。エンジン工場が閉鎖される
- 2003年（平成15年）1月 - 車両生産累計900万台突破。ティアナ（J31）およびプレサージュ（U31）の生産を開始。
- 2004年（平成16年）
  - ゲストホールをリニューアル。ドリームパーク23がオープン。
  - ラフェスタ（B30）の生産を開始。
  - 車両生産累計1,000万台を突破。1,000万台目はムラーノであった。
- 2005年（平成17年）4月 - 操業30周年を迎える。「ニッサンこども特派員」発足。
- 2006年（平成18年）1月 - ゲストホール来場者数が150万人を突破。ADバン（VY11）の生産を開始。
- 2007年（平成19年）- ローグ（J10）の生産を開始。「日産スキルセンター」開設。
- 2008年（平成20年）- デュアリス（KJ10）の生産を開始。6月、「日産モノづくりキャラバン」発足。
- 2009年（平成21年）- 敷地内に隣接する形で日産車体九州が竣工。
- 2010年（平成22年）- セレナ（C26）と同車OEM車種のスズキ・ランディ生産開始。
- 2011年（平成23年）8月1日 - 日産自動車九州株式会社を設立。同年10月1日に事業開始[4][5]。九州工場長だった児玉幸信がそのまま社長に就任した。
- 2012年（平成24年）- ノート（E12）の生産を開始。
- 2014年（平成26年）4月1日 - タイ日産副社長を務めた柴崎康男が社長に就任。前任の児玉はバンテックの代表取締役となった。
- 2015年（平成27年）7月9日 - 車両生産累計1,500万台を突破[6]。1,500万台目はエクストレイルハイブリッドであった。
- 2016年（平成28年）4月1日 - 日産自動車パワートレイン技術企画部出身の荒井孝文が社長に就任。ローグ（T32）生産開始。
- 2017年（平成29年）- ローグ スポーツ生産開始。
- 2020年（令和2年）- 日産自動車アライアンス・グローバルダイレクター出身の冨山隆が社長に就任。なお、冨山は2012年から3年間、当社に取締役執行役員等で在籍していた経験がある。

## 生産車種

### 現行
- エクストレイル（T33型、海外向け含む）
  - ローグ（T33型・輸出専用）
- セレナ（C28型）
- ローグ スポーツ（J11型、輸出専用）

### 過去
- ダットサン
- サニー（B14型、B15型）
- サファリ
- シルビア（200SX、240SX）
- ガゼール
- 180SX（240SX）
- ティーノ（V10型）
- テラノ（パスファインダー）（WD21型、R50型）
- テラノレグラス（インフィニティ・QX4）(JR50型)
- プリメーラ/プリメーラワゴン（P12型）
- ブルーバードシルフィ（G10型）
- ADバン（VY11型）
- プレサージュ（U31型）
- パルサー（N14型、N15型。S-RV含む）
- ルキノ（B14、N15型。S-RV含む）
- ラフェスタ（B30型のみ。B35型はマツダ製）
- デュアリス（J10型。英国生産車の納車前検査も行っていた）
- ノート（E12型、2016年9月分からは追浜工場に移管[7]
- ムラーノ（Z50型、Z51型、以降モデルは北米日産等へ移管）
- ティアナ（J31 - L33型）
- ローグ/ローグ セレクト（J10型・輸出専用、北米向けのみ。後者は2014年に「ローグ」から改称）
- エクストレイル（T30−T32型）
- ローグ（T32型、輸出専用）
- セレナ（C26-C27型）
- スズキ・ランディ（SC26型、SC27型）

## その他
工場見学は社会科見学・一般見学を問わず見学希望日の4ヶ月前 - 前日に予約すれば平日（月曜日 - 金曜日。但しゴールデンウィークなどの休暇日を除く）に限り可能である。工場見学だけのコースとロビー見学やビデオ上映まで含めたコースが選択可能である。また、地元・北九州地区の大学や「北九州市子育て交流ふれあいプラザ」などの行事にも参加・協力をするとともに、所在地・苅田町と協賛で美化運動に取り組んだり、工場内で「新浜祭」なる行事を行うなどして地域との交流を絶えず図っている。
大韓民国のルノーコリア自動車とは、同じグループに属していることや、海外ながら日産が拠点としている関東地方より比較的近隣に位置している釜山広域市に工場を有するということもあり、当社との関わりが親会社よりも強い。部品の相互利用が容易である他、日産・ローグのルノーコリア釜山工場生産分は、同工場からルノーコリアの専用船で一旦苅田港に荷卸してから日産専用船によって北米に輸出する形態を採っている。